# Иосиф (архиепископ Архангельский)
Архиепископ Иосиф (ум. 29 июня 1681, Николо-Угрешский монастырь) — епископ Русской православной церкви, архиепископ Архангельский, викарий Московской епархии.

## Биография
О его раннем периоде жизни ничего не известно.
Был архимандритом Астраханского Троицкого монастыря.
В 1672 года назначен архимандритом Нижегородского Печерского монастыря.
Архимандрит Иосиф был одним из самых непримиримых гонителей Патриарха Никона.
В 1672 году хиротонисан во епископа Коломенского и Каширского и в этом же году участвовал в посвящении патриарха Питирима.
В 1675 году упоминается уже в сане архиепископа.
В 1675 году присутствовал на Соборе иерархов, который установил неподсудность духовенства светской власти и определил отношения епархиальных архиереев к патриарху.
В начале 1676 года или в конце 1675 года лишён кафедры по обвинению в непочтительных отзывах (заочно) о царе и патриархе, а также в жестоком обращении с подчинённым духовенством. В наказание он был сослан под надзор в Новгородский Лисицкий Богородицкий монастырь с запрещением служения.
Преосвященный очень скоро раскаялся, через год был возвращен в Москву и назначен служить поминовения в Московском Архангельском соборе при гробах государей, именуясь при этом архиепископом Архангельским.
Перед смертью удалился в Николо-Угрешский монастырь и принял схиму.
Скончался 29 июня 1681 года в Николо-Угрешском монастыре. Погребён там же.
Согласно преданию, через 140 лет по кончине архиепископа Иосифа, в 1821 году, при перевозке колокола случайно была обнаружена плита над могилой преосвященного Иосифа. Когда её приподняли и открыли гроб, то оказалось, что тело святителя и одежды его нисколько не повреждены от времени. Вскоре же в селе Лыткарине во время массовой болезни детей горячкой он явился во сне одной женщине, повелевая отслужить панихиду на могиле архиепископа Иосифа и взять земли с могилы, после чего Господь помилует их. Женщина исполнила все, что ей было сказано, и по её вере болезнь прекратилась. Благодарные жители села поставили на могиле преосвященного гранитный памятник и каждый год в день его кончины, 29 июня, совершали на могиле святителя панихиду.